# Davis-Station
Koordinaten: 68° 34′ 36″ S, 77° 58′ 3″ O

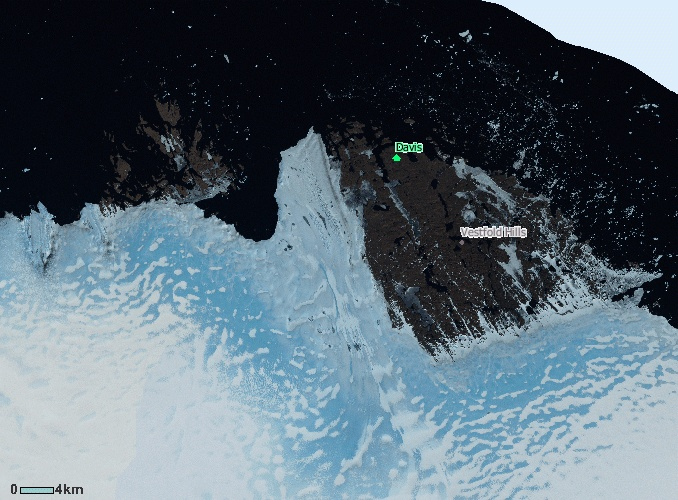
Satellitenfoto

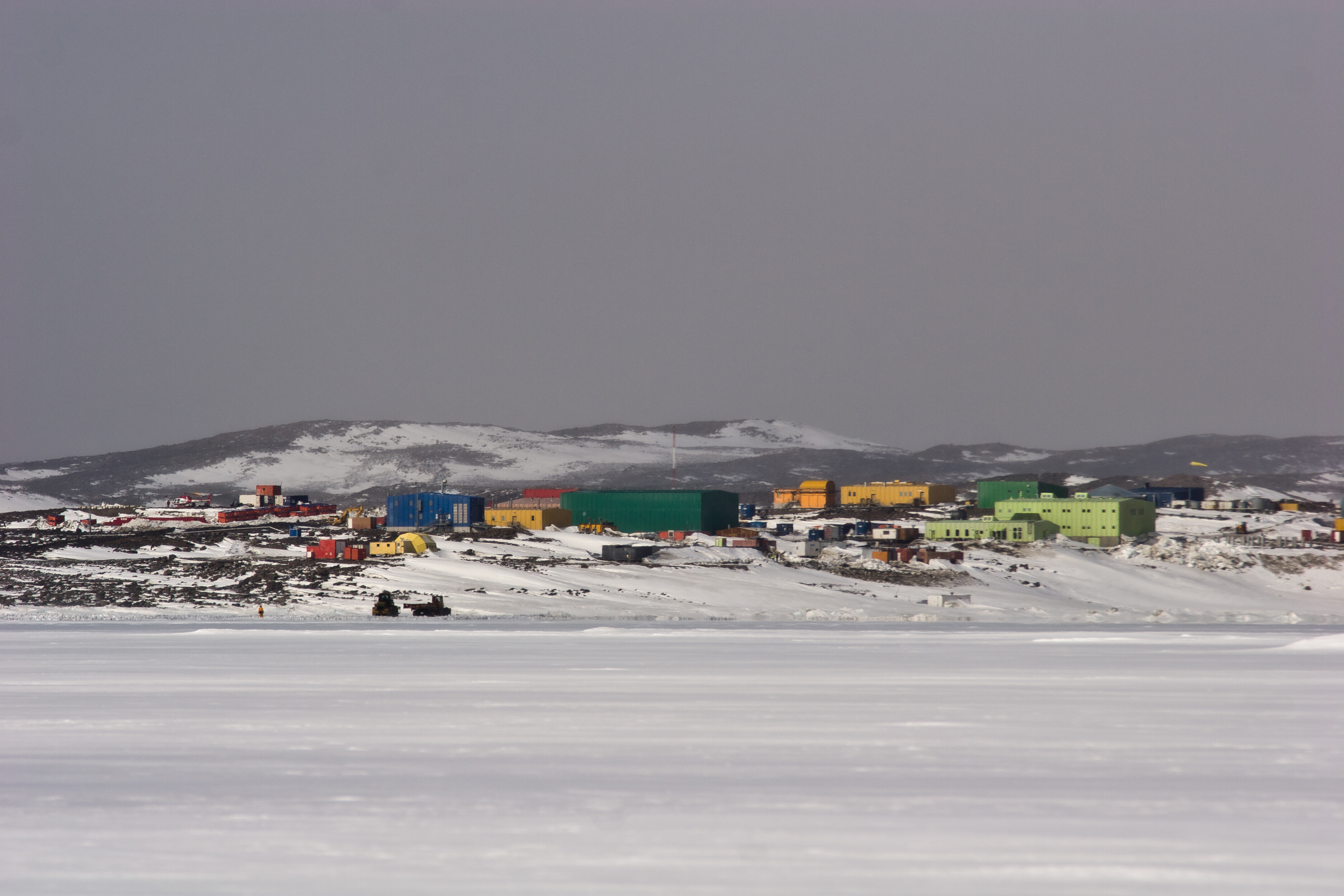
Die Davis-Station im November 2005

Die Davis Station ist die südlichste australische Forschungsstation in der Antarktis. Benannt ist sie nach dem australischen Navigator und Entdeckungsreisenden John King Davis. Die Station liegt 2250 Seemeilen südsüdwestlich von Perth an der Ingrid-Christensen-Küste des Princess-Elizabeth-Landes in den eisfreien Vestfoldbergen. Die 29 Gebäude wurden auf einer felsigen Moräne erbaut und sind nur 100 m von der Küste entfernt.
Die anlässlich des Internationalen Geophysikalischen Jahres ab dem 12. Januar 1957 eingerichtete ANARE-Station gilt als eine Schlüsselstation im Netzwerk der australischen Forschungsstationen und beherbergt mit 70 Personen die größte Anzahl von Wissenschaftlern während der Sommersaison. In der Regel überwintern 22 Forscher auf dieser Basis. In 636 Kilometer Entfernung befindet sich die nächstgelegene Mawson-Station.
Der große Wert der Station für die Forschung hängt von vielen Faktoren ab; insbesondere ist sie die Basis für alle wissenschaftlichen Aktivitäten der Region. Vom Dezember 1964 bis Januar 1969 war die Station nicht besetzt.
Forschungsschwerpunkte sind Beobachtungen der Ionosphäre, Meteorologie, Biologie von Mensch und Meer, sowie Umweltforschung.
Im Juni 2018 bewilligte die australische Regierung Geld für den Bau einer befestigten Landebahn. Diese wäre die erste auf dem antarktischen Kontinent.
Unweit der Station liegt der Station Tarn, ein kleiner Süßwassersee.
Außerdem ist die Station Hauptstadt des australischen Antarktisterritoriums.